# Institut national de recherche en informatique et en automatique

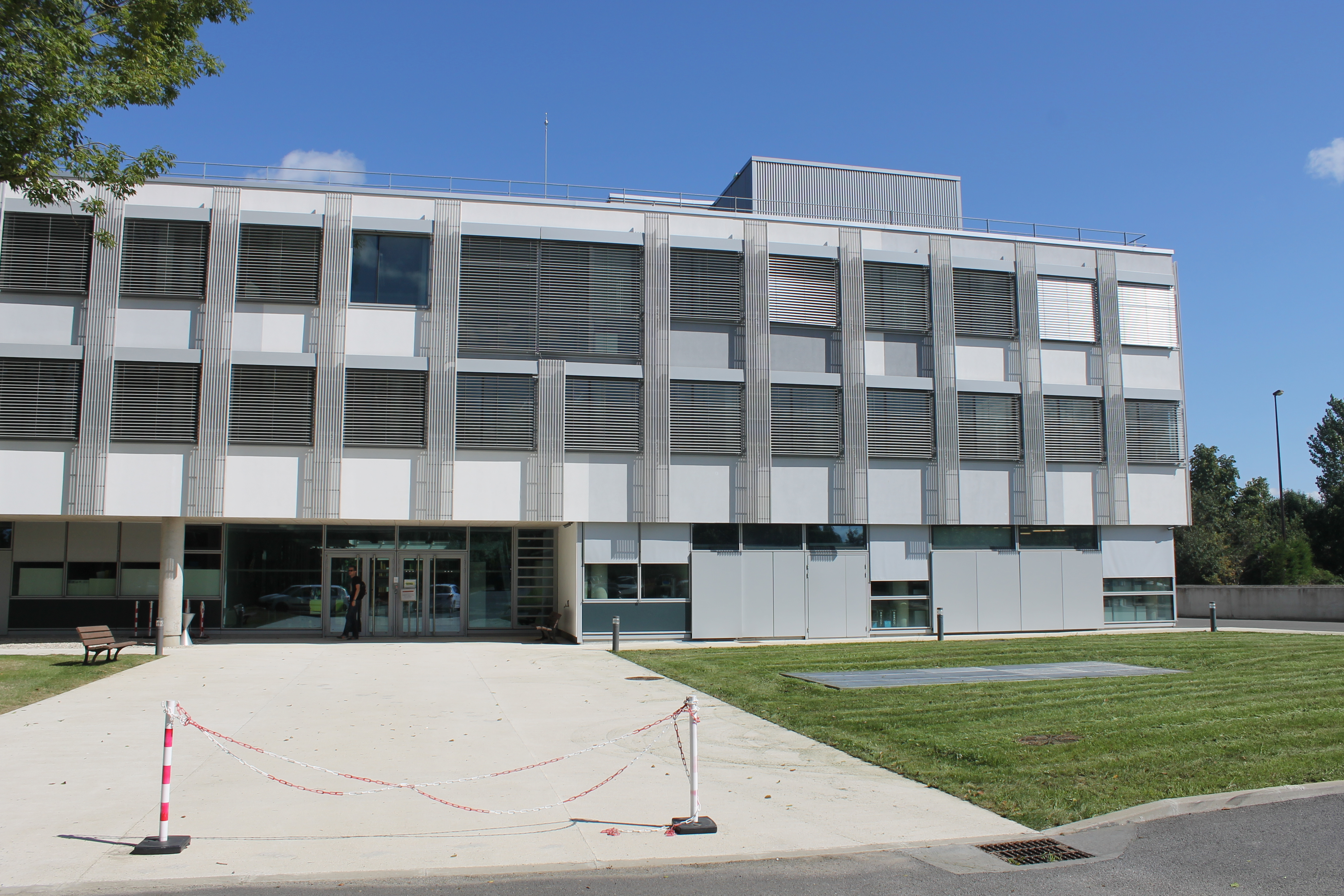
Institut national de recherche en informatique et en automatique

L'Institut national de recherche en informatique et en automatique (Inria, Istituto nazionale per la ricerca nell'informatica e nell'automazione) è un istituto nazionale francese per la ricerca, focalizzato sull'informatica, la teoria dell'automazione e la matematica applicata. Creato nel 1967 a Rocquencourt, vicino a Parigi, l'INRIA è un polo di ricerca scientifica e tecnologica, sotto la supervisione del ministro della ricerca e del ministero dell'economia, finanza e industria.
È membro dell'Istituto europeo per le norme di telecomunicazione (ETSI).

## Ricerca nel campo dell'informatica
L'INRIA compie ricerca sia nell'informatica teorica che applicata. In questo processo, ha realizzato numerosi programmi largamente usati. Infatti, ha progettato Caml, un linguaggio della famiglia ML, e sviluppato sia le implementazioni Caml Light che OCaml. Ha anche sviluppato Bigloo, una implementazione Scheme, e Scilab, un sistema di calcolo numerico molto simile a MATLAB.
Alcuni programmi sviluppati all'Inria ampiamente utilizzati comprendono
- Bigloo, un'implementazione di Scheme.
- CADP, un tool box per la verifica di sistemi concorrenti asincroni
- Caml, un linguaggio della famiglia ML.
- Chorus, sistema operativo distribuito basato su microkernel
- CompCert, compilatore C verificato per PowerPC, ARM e x86_32
- Contrail[3]
- Coq, un proof assistant
- Eigen (libreria C++)
- Esterel, un linguaggio di programmazione per automi a stati finiti
- Grafite, una piattaforma di ricerca per la computer grafica, la modellazione 3D e la geometria numerica
- Gudhi — Una libreria C++ con interfaccia Python per topologia computazionale e analisi dei dati topologici[4]
- Le Lisp, un'implementazione Lisp portatile
- medInria, un software di elaborazione delle immagini mediche, comunemente utilizzato per le immagini MRI.[5]
- GNU MPFR, una libreria a di aritmetica a virgola mobile di precisione arbitraria
- OpenViBE, una piattaforma software dedicata alla progettazione, test e utilizzo di interfaccia cervello-computer.
- Pharo, uno Smalltalk open source derivato da Squeak .
- scikit-learn, un pacchetto software per il machine learning
- Scilab, un pacchetto software di calcolo numerico
- SmartEiffel, un compilatore Eiffel gratuito
- SOFA, un framework open source per la simulazione multifisica con un'enfasi sulla simulazione medica.
- ViSP, una libreria di piattaforma di servoing visuale open source
- XtreemFS[3]
- XtreemOS

Inria guida inoltre la ricerca francese sull'intelligenza artificiale, classificandosi nel 2019, sulla base delle pubblicazioni accettate alla prestigiosa Conference on Neural Information Processing Systems, al 12º posto a livello mondiale

## Stato amministrativo
L'INRIA ha 6 unità di ricerca:
- INRIA Futurs (Lilla, Saclay, Bordeaux)
- INRIA Lorraine (LORIA - in associazione con il CNRS e università locali)
- INRIA Rennes (IRISA - in associazione con il CNRS e università locali)
- INRIA Rhône-Alpes (vicino a Grenoble)
- INRIA Rocquencourt (presso Parigi)
- INRIA Sophia-Antipolis (vicino a Nizza)

Inoltre contribuisce alla ricerca scientifica fuori da questi centri.